# Claude Larose
Pour les articles homonymes, voir Claude Larose (homonymie) et Larose.
Claude Larose, né en 1951 à Saint-Isidore (Québec), est un homme politique québécois. Il fut chef du Renouveau municipal de Québec du 13 mars 2005 au 20 avril 2006 et aspirant candidat défait à la mairie de Québec aux élections générales municipales de 2005.
En 2007, il devient chef du parti municipal de l'Action civique de Québec. Cette même année, il se présente aux élections visant à combler le poste de maire de Québec laissé vacant par le décès en fonction de la mairesse Andrée P. Boucher. Lors de la campagne, il juge qu'afin de rajeunir la population de Québec, on doit changer l'image de Vieille Capitale et de ville de fonctionnaires de Québec, en faire une leader du développement durable et favoriser les emplois en hautes technologies. Lors du scrutin du 2 décembre 2007, il obtient 3,8 % des voix, loin derrière les deux premiers, Régis Labeaume, élu maire avec 59,0 % des voix et Ann Bourget, 32,7 %, et derrière Marc Bellemare, à 3,8 % des voix.

## Chronologie
- 1975 : Il devient directeur général du Conseil régional de développement de Québec.
- 1980 : Claude Larose travaille à l'Office des services de garde du gouvernement du Québec.
- 1984-1989 : Il devient responsable de la formation des élus municipaux au sein du ministère des Affaires municipales du Québec.
- 1989-2005 : Claude Larose est vice-président du comité exécutif et président du conseil d'administration d'ExpoCité.
- 1989-1998 : Il devient président de la Société de transport de la Communauté urbaine de Québec (STCUQ).
- 1989 : Élu conseiller municipal à la Ville de Québec.
- 2001 : Réélu comme conseiller municipal du RMQ à la Ville de Québec dans le district Lairet.
- 2002 : Il occupe la vice-présidence du comité exécutif de la Ville, responsable des dossiers de développement économique et de l'habitation.
- 2005 : Élu chef du Renouveau municipal.
- 2007 : Élu chef de l'Action Civique.